# Condé-le-Butor
Condé-le-Butor est une ancienne commune française du département de l'Orne et la région Normandie, intégrée à la commune de Belfonds depuis 1822.

## Démographie
| 1793 | 1800 | 1806 | 1821 |
| ---- | ---- | ---- | ---- |
| 120  | 146  | 123  | 120  |